# Автошлях Т 2547
Автошля́х Т 2547 — автомобільний шлях територіального значення у Чернігівській області. Пролягає територією Чернігівського району від перетину з М01 до Ладинки. Загальна довжина — 8 км.

## Маршрут
Автошлях проходить через такі населені пункти:
| Автошлях Т 2547      |        |
| Чернігівська область |        |
| Чернігівський район  |        |
|                      | E95М01 |
| Ладинка              |        |